# Esame del sangue
L'esame del sangue è una tecnica di diagnostica medica che, attraverso il prelievo di sangue venoso, valuta i parametri ematici del paziente evidenziando il suo stato di salute generale: il sangue umano viene prelevato dal paziente e trasferito ad apparecchiature e analizzatori per valutarne la composizione e i fattori che indicano problemi o patologie.
Spesso gli esami vengono condotti in un laboratorio di analisi, ma negli ultimi anni, grazie alla miniaturizzazione della tecnologia è possibile spostare l'attrezzatura verso il paziente, con gli analizzatori portatili o point of care.
La valutazione dei risultati, per derivarne un quadro clinico, viene fatta da un medico, che considera il complesso di più parametri come elementi essenziali sul paziente, quali l'età, il sesso, l'etnia e l'attuale stato di salute. Il solo confronto con le misure di riferimento (cosiddetti valori di riferimento) è spesso dannoso e disinformativo.
Spesso tali esami, assieme agli esami delle urine, sono necessari per procedere ad eventuali interventi chirurgici in ambito ospedaliero, altre volte costituiscono esami iniziali da cui procedere per ulteriori screening diagnostici per giungere alla diagnosi.

## Prelievo e conservazione
Si utilizza sangue venoso prelevato dalle vene dell'avambraccio o, più raramente e per esami specifici, il sangue capillare dei polpastrelli (digitopuntura).
Diversi fattori possono influenzare o alterare i risultati dei test come ad esempio l'attività fisica, diversi farmaci, l'ora della raccolta, la postura, uso improprio del laccio emostatico durante il prelievo (per alcune tipologie di prelievi esso non andrebbe utilizzato, in quanto altera il risultato), ecc.
Il prelievo, secondo il Clinical and Laboratory Standards Institute, deve essere eseguito preferibilmente con un determinato ordine delle provette e nel raccordo tra ago e provetta non deve essere presente aria.
Per evitare contaminazioni o la rottura dei globuli rossi (emolisi) sono necessarie diverse precauzioni nel prelievo e nel trattamento del campione ematico, alcuni esempi:
- l'ago utilizzato deve essere di dimensioni non troppo ridotte
- tutti gli strumenti e contenitori devono essere puliti, sterili, asciutti e non devono contenere tracce di detergenti
- il laccio emostatico non va mantenuto per più di 2 minuti

### Conservazione
Il sangue prelevato può essere conservato sotto forma di:
- Sangue intero con l'aggiunta di anticoagulanti
- Plasma: ottenuto da sangue intero con anticoagulanti, mediante centrifugazione
- Siero: ottenuto lasciando coagulare il fibrinogeno e rimuovendo poi il coagulo.

## Possibili parametri valutabili

### Proprietà fisico-chimiche
Esprimono importanti caratteristiche del sangue. Il valore del pH è uno dei parametri più stabili; una sua variazione si osserva negli stati di acidosi ed alcalosi.
L'osmolalità è un indice che valuta la forza osmotica del sangue; stati di eccessiva disidratazione sono eventi patologici frequenti nei diabetici (coma iperosmolare).
La viscosità rappresenta l'insieme delle forze chimiche che contribuiscono allo svilupparsi dell'attrito interno nei fluidi. Una sua diminuzione comporta lo stabilirsi di circoli ipercinetici, ad esempio nell'anemia; l'aumento della viscosità si ha negli stati infettivi e nella disidratazione.
| Parametro          | Sigla e descrizione                                   | Valori di riferimento                                            | Unità di misura | Diminuzione   | Aumento        |
| pH                 | valore del pH ematico.                                | 7,35 - 7,45                                                      |                 | acidosi       | alcalosi       |
| Osmolalità         | Misura le (milli)osmoli per chilo del sangue.         | 275-295 mOsm/kg (giovane adulto) 280-301 mOsm/kg (sopra 60 anni) | mOsm/kg         | ipoosmolalità | iperosmolalità |
| Viscosità          | Misura il grado di attrito interno del fluido ematico | 1,1-1,22 cP                                                      | centiPoise      |               |                |
| Anidride carbonica | Concentrazione dell'anidride carbonica nel plasma.    | 18-23 mEq/L                                                      |                 |               |                |

### Esame emocromocitometrico
| Parametro                                    | Sigla e descrizione                                                                                              | Valori di riferimento                                  | Diminuzione                      | Aumento                    |
| Globuli bianchi                              | WBC (White Blood Cells): il numero di GB per µL o mm³ di sangue.                                                 | 4.000-11.000                                           | leucopenia                       | leucocitosi                |
| Globuli rossi                                | RBC (Red Blood Cells): il numero di GR per µL o mm³ di sangue.                                                   | 4.000.000-5.500.000 (donna) 4.500.000-5.900.000 (uomo) |                                  | poliglobulia, eritrocitosi |
| Emoglobina                                   | Hb (Hemoglobin): la quantità in grammi di Hb presente in un L o in un dL di sangue.                              | 12-16 g/dL (donna) 13-17 g/dL (uomo)                   | anemia                           |                            |
| Ematocrito                                   | Ht (Hematocrit): la percentuale del volume del sangue che è occupato dalle cellule.                              | 36-47% (donna) 39-50% (uomo)                           |                                  |                            |
| Volume corpuscolare medio                    | MCV (Mean Corpuscular Volume): il volume medio dei globuli rossi.                                                | 80-100 fL                                              | microcitosi                      | macrocitosi                |
| Contenuto cellulare medio di emoglobina      | MCH (Mean Corpuscolar Hemoglobin): la quantità media di emoglobina in ogni globulo rosso.                        | 27-31 pg                                               | anemia ipocromica                |                            |
| Concentrazione cellulare media di emoglobina | MCHC (Mean corpuscolar Hemoglobin Concentration): la concentrazione media di emoglobina in un globulo rosso.     | 32-36 g/dL                                             |                                  |                            |
| Ampiezza della distribuzione eritrocitaria   | RDW (Red cells Dispersion Width): l'ampiezza della distribuzione del volume dei GR attorno al suo valore medio.  | 11,5-14,5%                                             |                                  |                            |
| Reticolociti                                 | Percentuale (%) di reticolociti circolanti nel sangue. I reticolociti sono i precursori degli eritrociti maturi. | 0.5-2,0%                                               |                                  | reticolocitosi             |
| Piastrine                                    | PLTS (Platelets): il numero di piastrine presenti nel campione esaminato.                                        | 150.000-400.000/µL o mm³                               | piastrinopenia o trombocitopenia | piastrinosi o trombocitosi |
| Volume piastrinico medio                     | MPV (Mean platelet Volume): il volume medio delle piastrine.                                                     | 9,9-15,7fL                                             |                                  |                            |

### Prove di emocoagulazione
| Parametro               | Sigla e descrizione                                                                           | Valori di riferimento |
| Antitrombina III        | Concentrazione dell'antitrombina III nel plasma.                                              | 21-30 mg/100 mL       |
| Fibrinogeno             | Concentrazione del fibrinogeno nel plasma.                                                    | 200-400 mg/100 mL     |
| Tempo di protrombina    | PT: tempo necessario alla formazione del coagulo dopo aggiunta di tromboplastina e calcio.    | 11-15 sec             |
| Tempo di Tromboplastina | PTT: tempo necessario affinché il plasma citrato addizionato di calcio e fosfolipidi coaguli. | 60-85 sec             |

### Elettroliti sierici
Gli elettroliti contenuti nel plasma possono essere misurati nel plasma o nel siero con un elettrodo a membrana.
| Parametro          | Sigla e descrizione                                                                    | Valori di riferimento                                          |
| Basi totali        | Concentrazione nel numero totale delle basi che concorrono alla genesi del pH ematico. | 145-160 mEq/L                                                  |
| Calcio             | Concentrazione totale del calcio, sia libero che legato alle sieroproteine.            | 8,4-10,2 mg/100mL                                              |
| Cloruro            | Concentrazione dello ione cloro nel plasma.                                            | 98-106 mEq/L                                                   |
| Fosfato inorganico | Concentrazione dello ione fosfato nel plasma.                                          | 2,3-4,1 mg/100 mL (giovani adulti) 4,5-5,5 mg/100 mL (bambino) |
| Magnesio           | Concentrazione dello ione magnesio nel plasma.                                         | 1,3-2,1 mEq/L                                                  |
| Potassio           | Concentrazione dello ione potassio nel plasma.                                         | 3,5-4,5 mEq/L                                                  |
| Sodio              | Concentrazione dello ione sodio nel plasma.                                            | 136-146 mEq/L                                                  |
| Ferro              | Concentrazione del ferro nel plasma.                                                   | 75-175 µg/100mL                                                |
| Piombo             | Concentrazione del piombo nel plasma                                                   | < 40 µg/100mL (adulti) < 30 µg/100mL (bambini)                 |

### Indici di funzionalità renale ed epatica
| Parametro                  | Sigla e descrizione                                           | Valori di riferimento        |
| Azotemia                   | Concentrazione dell'azoto non proteico nel plasma.            | 10-50 mg/100mL               |
| Creatinina                 | Concentrazione della creatinina nel plasma.                   | 0,8-1,2 mg/100mL             |
| Clearance della creatinina | Volume di sangue depurato dalla creatinina in un minuto.      | 80-120 mL/minuto             |
| Proteinemia                | Concentrazione delle proteine nel plasma.                     | 6,5-7,5 g/dL                 |
| Albuminemia                | Concentrazione dell'albumina nel plasma.                      | 3,5-4,5 g/dL                 |
| Bilirubina totale          | Concentrazione della bilirubina glicosilata e non nel plasma. | massimo 1,2 mg/dL            |
| GOT                        | Concentrazione della aspartato transaminasi (AST) nel plasma. | 10-50 U/L (unità per litro)  |
| GPT                        | Concentrazione della alanina transaminasi (ALT) nel plasma.   | 10-40 U/L (unità per litro)  |
| γ-GT                       | Concentrazione della gammaglutammiltransferasi nel plasma.    | 7-33 U/L (unità per litro)   |
| ALP                        | Concentrazione della fosfatasi alcalina nel plasma.           | 80-260 U/L (unità per litro) |

### Indici metabolici
| Parametro       | Descrizione | Valori di riferimento                                                                                  |
| Acido lattico   | Concentrazione dell'acido lattico nel plasma. Aumenta dopo attività fisica, attività anaerobica e coma da biguanidi. | 4,5-19,8 mg/100mL (sangue venoso) 4,5-14,4 mg/100mL (sangue arterioso)                                 |
| Acido piruvico  | Concentrazione della acido piruvico nel plasma. | 0,3-0,9 mg/100mL                                                                                       |
| Acido urico     | Concentrazione dell'acido urico nel plasma. Elevate concentrazioni si riscontrano dopo trattamento con chemioterapici e nella gotta cronica. | 4,5-8,2 mg/100mL (maschi) 3,0-6,5 mg/100mL (femmine)                                                   |
| Ceruloplasmina  | Concentrazione della ceruloplasmina nel sangue, proteina responsabile del trasporto dello ione rame. | 23-43 mg/100ml                                                                                         |
| Coenzima Q10    | Concentrazione del coenzima Q10 nel plasma; una sua diminuzione è documentata nei cardiopatici e in talune malattie neurologiche. | 0,4-1,9 µg/mL                                                                                          |
| Corpi chetonici | Concentrazione dei corpi chetonici nel plasma. Aumentano in caso di chetoacidosi, grave conseguenza in caso di iperglicemia. | 0,3-2,0 mg/100mL                                                                                       |
| Crioglobulina   | Concentrazione della crioglobulina nel plasma. | Assente                                                                                                |
| Fenilalanina    | Concentrazione della fenilalanina nel plasma, utile parametro per il follow-up dei pazienti con fenilchetonuria. | 0,8-1,8 mg/100mL                                                                                       |
| Glucosio        | Concentrazione del glucosio nel plasma, parametro richiestissimo e utile per il controllo dei pazienti diabetici. | 20-60 mg/dL (nei neonati prematuri) 40-80 mg/dL (neonati) 60-100 mg/dL (bambini) 70-100 mg/dL (adulti) |
| Colesterolo     | Concentrazione del colesterolo nel plasma. | - < 200 mg/100mL (totale) - 30-70 mg/100mL (HDL) - < 100 mg/100mL (LDL)                                |
| Trigliceridi    | Concentrazione dei trigliceridi nel plasma. | < 170 mg/100mL                                                                                         |
| Vitamina A      | La concentrazione plasmatica della vitamina A viene valutata per stabilire eventuale carenza, caratterizzata da ritardi della crescita e turbe visive. | 30-65 µg/100mL (adulti) 30-80 µg/100mL (bambini)                                                       |
| Vitamina B12    | Da tenere in considerazione nel trattamento delle atrofie della mucosa gastrica, connesse alla scarsa capacità di garantire un corretto assorbimento della vitamina B12. La carenza di vitamina B12 può portare ad anemia perniciosa, aumento dei livelli ematici di omocisteina e danni neurologici. | 330-990 pg/mL                                                                                          |
| Vitamina C      | La concentrazione della vitamina C si valuta per diagnosticare eventuali complessi sindromici riconducibili allo scorbuto. | 0,6-2 mg/100mL                                                                                         |

### Elettroforesi delle sieroproteine

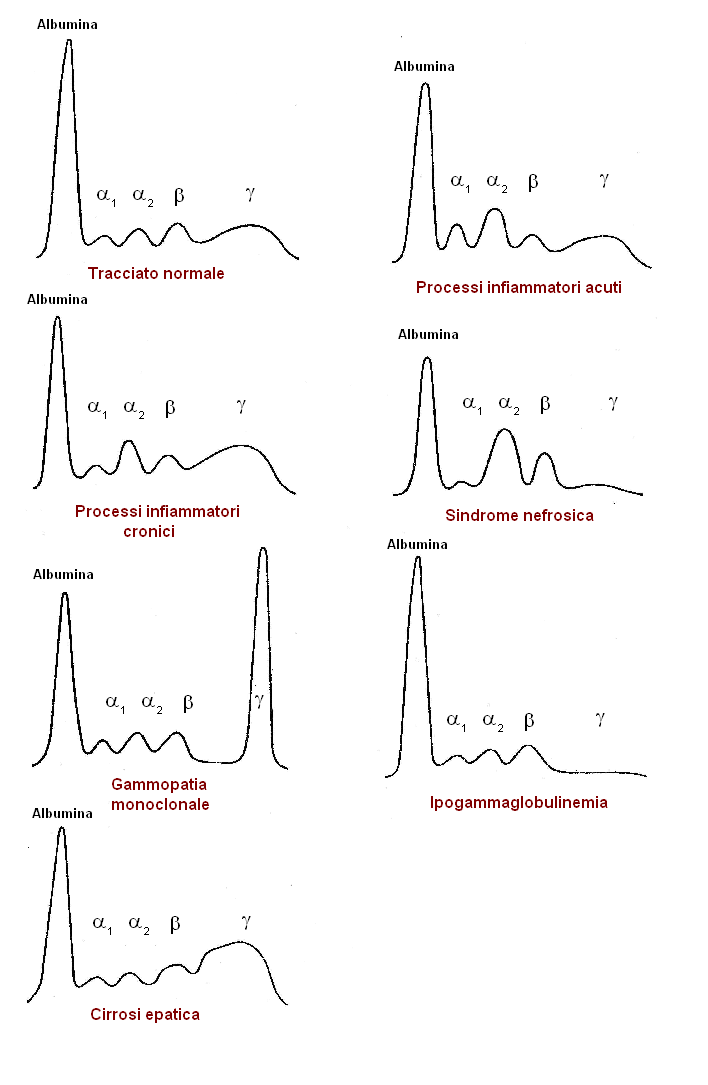
Diversi tracciati elettroforetici con patologie connesse.

| Parametro             | Valori di riferimento | Significato |
| Albumina              | 55-70%                | L'albumina è la proteina quantitativamente più presente nel plasma. Diminuisce negli stati di iponchia. |
| Alfa1 globulina, (α1) | 2,5-6 %               | Antitripsina e glicoproteina acida sono le proteine che costituiscono principalmente la banda Alfa1 . Si ha un aumento della sua percentuale nei processi infiammatori acuti.                                                                                 |
| Alfa2 globulina, (α2) | 6,5-14%               | Aptoglobulina, alfa2-antiplasmina e alfa;2-macroglobulina sono le proteine che costituiscono principalmente la banda Alfa2. Si ha un aumento della percentuale nei processi infiammatori acuti, nei processi infiammatori cronici e nella sindrome nefrosica. |
| Beta, (β)             | 5-15%                 | La transferrina, le lipoproteine a bassa densità (LDL) e la frazione c3 del complemento, costituiscono principalmente la banda beta. Si ha un aumento nella sindrome nefrosica (unitamente all'aumento di α2).                                                |
| Gamma, (γ)            | 11-21%                | In questa banda si concentrano le immunoglobuline. Un aumento si può avere in cirrosi epatica (curva a cupola) e nel mieloma multiplo (curva a campanile). |

### Immunoglobuline
| Parametro | Valori nei maschi                      | Valori nelle femmine                   |
| IgA       | 90-410 mg/100mL                        | 50-373 mg/100mL                        |
| IgD       | 0-15 mg/100mL (valore medio: 3)        | 0-15 mg/100mL (valore medio: 3)        |
| IgE       | 0-250 UI/mL                            | 0-175 UI/mL                            |
| IgG       | 565-1765 mg/100mL (valore medio: 1047) | 565-1765 mg/100mL (valore medio: 1047) |
| IgM       | 60-250 mg/100mL                        | 70-280 mg/100mL                        |

### Ormoni
- Ach Acetilcolina
- ACTH Ormone adrenocorticotropo
- ADH Ormone antidiuretico
- cAMP Adenosin-monofosfato ciclico
- ANP Peptide natriuretico atriale
- APUD (Amine Precursor Uptake and Decarboxilation System) Sistema di cellule capaci di concentrare e decarbossilare i precursori delle amine biogene
- AVP Arginin-vasopressina
- CAH (Congenital Adrenal Hyperplasia) Iperplasia surrenale congenita
- CLIP (Corticotropin Like Intermediate Lobe Peptide) Peptide corticotropino-simile del lobo intermedio
- CRH (Corticotropin Releasing Hormone) Ormone di liberazione della corticotropina
- CT Calcitonina
- DHEA Deidroepiandrosterone
- DHEA-S Deidroepiandrosterone solfato
- DHT Diidrotestosterone
- DIT Diiodotirosina
- DOC Desossicorticosterone
- E2 Estradiolo
- E3 Estrone
- FSH Ormone follicolostimolante
- FT3 Triiodotironina libera
- FT4 Tiroxina libera
- GABA Acido gamma-aminobutirrico
- GH (Growth Hormone) Ormone somatotropo o ormone della crescita
- GHRH (Growth Hormone Releasing Hormone) Ormone di liberazione dell'ormone somatotropo
- GnRH (Gonadotropin Releasing Hormone) Ormone di liberazione delle gonadotropine
- HCG (Human Chorionic Gonadotropin) Gonadotropina corionica umana
- HMG (Human Menopausal Gonadotropin) Gonadotropina umana della menopausa
- 5-HT 5-Idrossitriptamina
- ST Serotonina
- ICSH (Interstitial Cells Stimulating Hormone) Ormone stimolante le cellule interstiziali
- IGF-1, 2 (Insulin-like Growth Factor) Fattore di accrescimento insulino-simile I e II
- IGF BP-3 (IGF binding protein-3)Proteina 3 legante l'IGF
- LH Ormone luteinizzante
- LPH lipotropina
- MAP Medrossiprogesterone acetato
- MEN I III e III Neoplasie endocrine multiple I, II e III
- MIT Monoiodotirosina
- MSH Ormone melanocitostimolante
- PGE Prostaglandina E
- POMC Proopiomelanocortina
- PRL Prolattina
- PRF (PRL Releasing Factor)Fattore di liberazione della PRL
- PTH Paratormone
- PTHrP Proteina correlata al PTH
- RIA Dosaggio radioimmunologico
- SHBG (Sex Hormone Binding Globulin) Globulina veicolante gli ormoni gonadici
- SM-C Somatomedina C
- SS Somatostatina
- T Testosterone
- T3 Triiodotironina
- T4 Tetraiodotironina o tiroxina
- TBG (Thyroxine Binding Globulin) Globulina veicolante la tiroxina
- TG Tireoglobulina
- TGSI (Thyroid Growth Stimulating Immunoglobulin) Immunoglobulina stimolante l'accrescimento tiroideo
- TPO (Thyroid Peroxidase) Perossidasi tiroidea
- TRH (Thyrotropin Releasing Hormone) Ormone stimolante la liberazione di TSH
- TSH Ormone tireotropo
- TSI Immunoglobulina tireostimolante
- VIP Peptide intestinale vasoattivo
- 17 KS 17 ketosteroidi
- 17 OHP 17 idrossiprogesterone
- 17 OHS 17 idrossicorticosteroidi

### Markers tumorali
- Alfa-fetoproteina (AFP): è una glicoproteina con pm 72.000 sintetizzata dagli epatociti embrionali e presente nel siero del feto in quantità elevate che però vanno a diminuire nelle prime settimane di vita. Nella vita adulta possono mantenersi dei valori non superiori a 20 ng/ml (range 10-40 ng/ml). Valori superiori ai 40 ng/ml in un adulto sono quasi sempre indice di una neoplasia (epatoma, carcinoma embrionale, gastrico, polmonare, pancreatico, del colon, della prostata); valori più elevati sono sempre presenti nei carcinomi epatocellulari primitivi. Il dosaggio dell'AFP è un test specifico per l'epatoma maligno in quanto una parte del tessuto neoplastico riprende la capacità del fegato embrionale di sintetizzare tale proteina. È stato osservato che anche alcune patologie epatiche quali cirrosi ed epatite virale possono sviluppare tale sintesi, probabilmente come espressione di un processo rigenerativo parenchimale. Nelle patologie fetali un aumento dei valori sono espressione di malformazioni del tubo neurale e nella sofferenza fetale grave nei casi di iperbilirubinemia e nella tirosine mia ereditaria. L'AFP si determina con i test radioimmunologici, elettroforesi, immunoelettroforesi, immunodiffusione radiale e metodiche enzimoimmunologiche. Oltre che nell'epatoma, un aumento di tale proteina si riscontra nel teratoblastoma e in corso di metastasi epatiche.
- CA 15-3: È un antigene glicoproteico espresso dalle cellule tumorali umane della mammella. Non ha valore diagnostico in senso stretto. Un aumento dei valori del Ca 15.3 si trova in caso di formazione neoplastica della ghiandola mammaria e in altre forme tumorali, anche se può essere presente in alcune patologie non tumorali. La sua concentrazione decresce a seguito della terapia antiblastica o può innalzarsi in caso di recidive, patologie residue e metastasi. Il dosaggio di tale antigene è utile quindi nel monitoraggio dei trattamenti dei pazienti con neoplasie maligne e per la valutazione della terapia. Una diminuzione del valore può essere indicativa di una risposta positiva alla terapia e quindi di andamento favorevole della malattia. Un aumento invece indica un incremento nefasto della patologia o di una cattiva risposta alla terapia. Valori normali attesi: < 30 U/ml

### Indici reumatici
- Fattore reumatoide